# Dolichoderus vectensis
Dolichoderus vectensis é uma espécie de formiga do gênero Dolichoderus.